# Šošůvka
Šošůvka é uma comuna checa localizada na região de Morávia do Sul, distrito de Blansko.